# Polymastia varia
Polymastia varia är en svampdjursart som beskrevs av Addison Emery Verrill 1907. Polymastia varia ingår i släktet Polymastia och familjen Polymastiidae.
Artens utbredningsområde är havet utanför Bermuda. Inga underarter finns listade i Catalogue of Life.